# SNK Corporation
Pour les articles homonymes, voir Snk.
Pour l'entreprise reconstituée après la faillite, voir SNK Corporation (2001).
SNK Corporation (株式会社エス・エヌ・ケイ, Kabushiki-gaisha Esu・Enu・Kē), était un fabricant de jeux japonais qui planifiait, développait et vendait des consoles de jeux et des logiciels de jeux, et exploitait des installations de divertissement des années 1973 à 2001.
Il est connu comme l'éditeur du système de jeu « Neo Geo », qui utilise un levier de boucle et un format commun pour les consoles de jeux commerciales et domestiques, permettant aux utilisateurs de jouer à leurs propres jeux commerciaux à la maison.
Après la faillite de l'entreprise, les droits de propriété intellectuelle de l'ancienne société ont été transférés à Playmore Corporation en 2001. Playmore a changé son nom en « SNK Playmore » en 2003,, puis à nouveau en « SNK » (nouvelle société) en 2016, le même que l'ancienne société,.

## Histoire

### Création de Shin Nihon Kikaku
Au début des années 1970, Eikichi Kawasaki, un ex-boxeur (la prépondérance de jeux d'action et de combat créés par SNK serait due à l'influence du fondateur), gère un café ainsi qu'une entreprise de génie civil à Ōsaka. En 1973, il rachète une société d'appareils électriques de Kobe qui nécessite l'apport de fonds en raison de difficultés financières, puis fonde Shin Nihon Kikaku qu'il va présider quasiment jusqu'à sa disparition en 2001. Shin Nihon Kikaku (新日本企画, « New Japan Project ») peut être traduit par « Nouveau Projet au Japon ». Eikichi Kawasaki se rend compte rapidement de la formidable croissance du secteur des jeux d'arcade et décide d'élargir les activités du groupe en lançant la production et le marketing dans cette branche.

### Shin Nihon Kikaku Corporation
Le 22 juillet 1978, l'entreprise Shin Nihon Kikaku Corporation est reconstituée en société à Higashiōsaka,,.

### Création du sigle SNK
C'est ainsi que sort le premier jeu de la société, Ozma Wars, en 1979 sur un système d'arcade conçu par Taito.
L'entreprise était d'abord surnommée "Shin Nihon Kikaku" en katakana, mais depuis 1981 elle a été changée en "SNK" en reprenant les initiales de l'alphabet romain « Shin Nihon Kikaku ». La notation de copyright anglaise était également "SNK CORPORATION". Dès 1981, SNK fabrique son propre système appelé Rock-Ola sur lequel paraît Vanguard, considéré comme le précurseur des jeux vidéo de type shoot them up à scrolling horizontal, comme R-Type ou Gradius. SNK confie la distribution de ses jeux en Amérique du Nord à Centuri, mais motivé par les bénéfices effectués sur ce nouveau secteur, décide finalement de fabriquer et distribuer elle-même ses produits.
Le 20 octobre 1981, une filiale américaine est fondée sous le nom de SNK Electronics Corporation et s'établit à Torrance en Californie (États-Unis)[réf. nécessaire]. L'objectif de la filiale est de distribuer sa propre et unique marque de jeux d'arcade en Amérique du Nord. Le président sera John Rowe, futur fondateur de Tradewest et président et directeur général de High Moon Studios (Sammy Studios). SNK déménage pour Ōsaka en novembre 1982. Malgré le krach du jeu vidéo de 1983, SNK réussit à signer un accord avec Nintendo (qui réussit à survivre à cette crise, contrairement à Atari ou le géant du jouet Mattel) afin de développer ou réaliser des portages de ses jeux sur NES. À ce titre, une nouvelle filiale américaine est créée sous le nom de SNK Home Entertainment, domiciliée à Torrance en Californie (États-Unis). C'est à ce moment-là que les dirigeants de la filiale américaine du secteur arcade quittent SNK pour créer Tradewest (qui éditera entre autres Ikari Warriors).
La majorité des systèmes produits par SNK ont une durée de vie très courte et peu de jeux y sont développés. SNK poursuit ses activités en produisant de multiples systèmes d'arcade. Jusqu'en 1986, les systèmes sont animés par des processeurs Zilog Z80 et des puces audio Yamaha. Quelques gros succès, sur la lancée des réussites comme Vanguard, sortent sur les différentes bornes d'arcade SNK : Marvin's Maze, Main Event, T.N.K. III et Ikari Warriors qui connaîtra une suite à succès,,.

### SNK Corporation
En avril 1986, le nom de la société a été changé pour le surnom de « SNK », mais le nom commercial enregistré devait être « SNK Corporation » (« 株式会社エス・エヌ・ケイ », « Kabushiki-gaisha Esu・Enu・Kē »),,,. En effet, le ministère de la Justice de l'époque n'autorisait pas l'enregistrement des noms commerciaux en alphabets. Durant cette même année, la filiale américaine SNK Corporation of America voit le jour à Sunnyvale en Californie (États-Unis),. À partir de l'année 1987, SNK utilise un processeur Motorola, le 68000, qui va permettre aux jeux de progresser comme Psycho Soldier, Chopper I, Guerrilla War, P.O.W.: Prisoners of War, SAR: Search And Rescue ou le mythique Beast Busters.
Le personnel de SNK déménage en mars 1988 dans l'immeuble que la sociélé s'est fait construire. Il est situé à Suita, ville de la Préfecture d'Ōsaka,.

### Naissance du système Neo-Geo

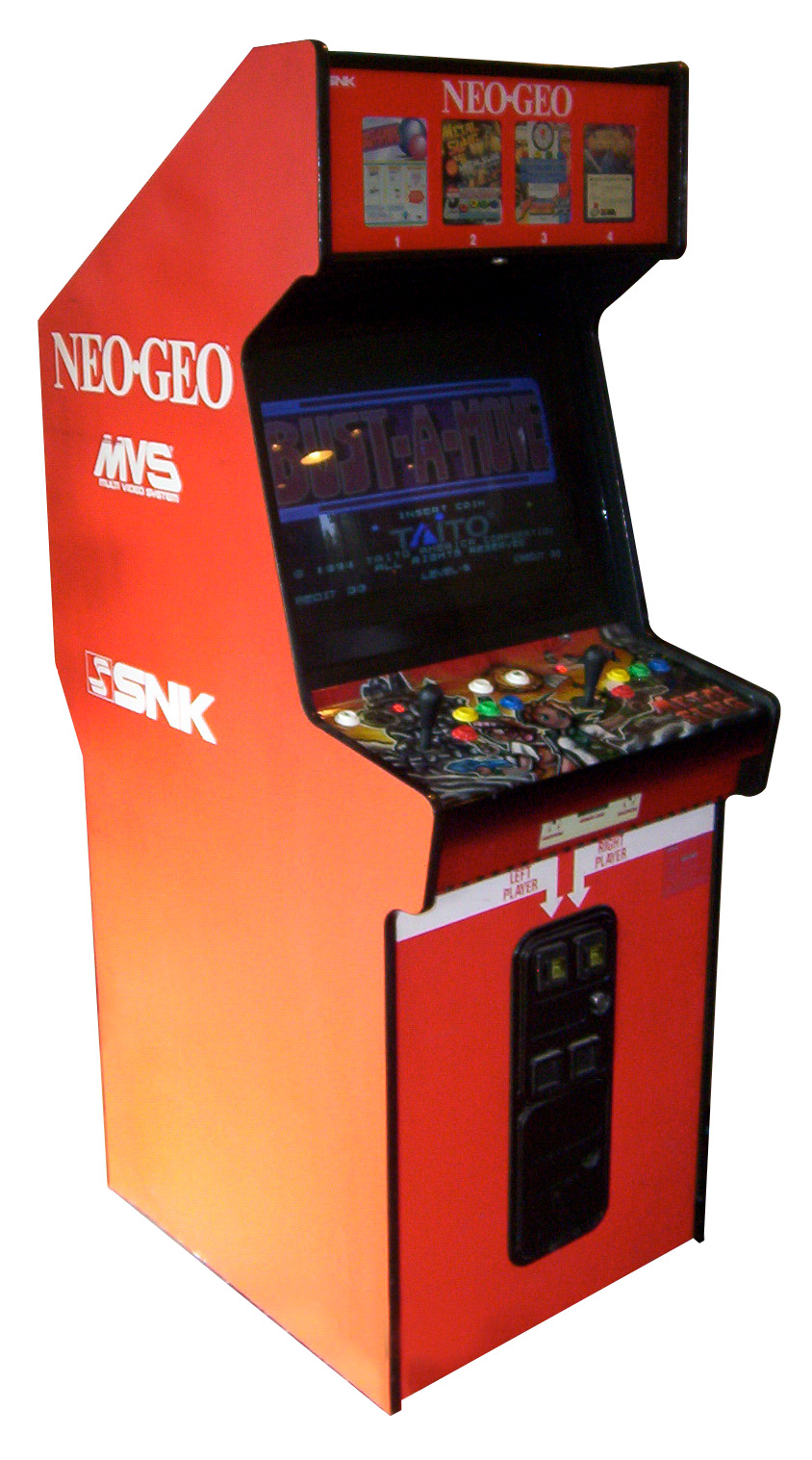
Borne d'arcade Bust A Move avec le système MVS

Dès 1988, SNK pense et développe un système sur une idée simple, la modularité. Le 26 avril 1990, SNK lance le système Neo-Geo, décliné en deux versions, la Neo-Geo MVS en arcade et la console de salon Neo-Geo AES. Le Neo-Geo MVS devient un succès planétaire immédiat, de par sa modularité et la qualité de ses jeux, elle est capable d'accueillir plusieurs jeux à la fois, le choix du jeu se fait par le joueur par l'intermédiaire des commandes de la borne. C'est un tabac monstrueux pour SNK, ce système de jeux à cartouche modulable connaît un engouement phénoménal et touche tous les joueurs d'arcade de la planète, avec des jeux de qualité aussi bien au niveau des graphismes que du gameplay, tels que Fatal Fury, Samurai Shodown, The King of Fighters ou Metal Slug,,,. SNK n'ayant fait aucun compromis sur le matériel, la Neo-Geo AES est composée de la même base que le Neo-Geo MVS, elle est donc bien plus puissante que les consoles de la concurrence. La Neo-Geo AES se place sur le marché en tant que console haut de gamme et propose l'avantage de retrouver tous les titres arcade à la maison, ce qui est un avantage sur les autres consoles de l'époque, la Super Nintendo et la Mega Drive qui ne faisaient qu'imiter les jeux d'arcade (de gros sprites et des arrière-plans très colorés). SNK enchaîne les jeux à succès et sort près de 160 jeux sur ce système, sur près de 14 ans d'exploitation, ce qui fait du Neo-Geo, le système le plus exploité (avec l'Atari 2600) ; autant dire que la Neo-Geo va marquer à jamais l'histoire du jeu vidéo,,,,,.

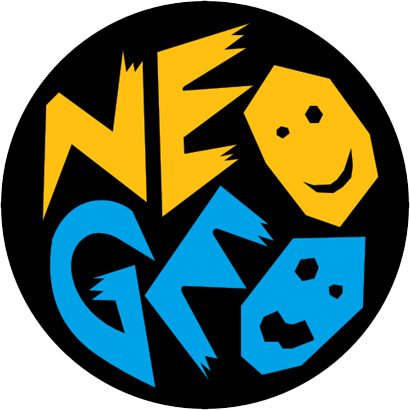
Logo officiel du système de jeu Neo-Geo MVS.

SNK va surfer plusieurs années sur le succès du Neo-Geo. Peu après le lancement de la Neo-Geo AES, SNK lance sa campagne publicitaire agressive « weenie » aux États-Unis. Impossible de passer à côté des pubs SNK si vous ouvrez un magazine consacré aux jeux vidéo ou si vous mettez les pieds dans une salle d'arcade. Weenie est un jeu de mots, c'est un mot anglais qui signifie « saucisse », « petit pénis » ou « personne inefficace et faible »,,. La campagne se base sur des publicités qui traitent les utilisateurs de jeux/bornes Sega, Nec, et Nintendo de weenie alors que s'ils jouent sur SNK, ils seront de vrais hot-dogs,. SNK enchaîne rapidement avec la campagne « Bigger, Badder, Better », symbolisée par le menaçant pitbull qui sert de mascotte. Encore une fois le principe est de dire, la Neo-Geo est « plus gros, plus mauvais, meilleur » que Sega, Nec ou Nintendo. Le pitbull, gueule ouverte et crocs à l'air, véritable image emblématique du Neo-Geo, renforce le slogan. Alors que la campagne weenie proposait des publicités comparatives péjoratives pour ses concurrents, entre la Neo-Geo et la TurboGrafx, la Super Nintendo et la Genesis, celle-ci se contente d'évoquer sa supériorité par son slogan et ne fait que mentionner les capacités des différents systèmes ; le Neo-Geo est en effet plus performant que tous ces systèmes. La campagne se déploie également dans les magazines et dans les salles d'arcade. La campagne « Bigger, Badder, Better a également fait d'un conseiller de jeu de chez SNK un personnage culte de l'entreprise. Dans ces prospectus publicitaires, sous le nom de Game Lord, Chad Okada offrait des informations et avant-premières des jeux Neo-Geo allant sortir, ainsi que des astuces pour les jeux les plus populaires du moment. Chad Okada est même devenu une sorte de mascotte non officielle de SNK grâce à ces publicités, ainsi qu'en répondant au courrier des fans, et en apparaissant à divers évènements du monde du jeu vidéo (Consumer Electronics Show ou E³). Motivé par le succès de la campagne, SNK décidera par la suite, de rajouter aléatoirement, la photo du pitbull sur son label qualité de ses cartouches (Neo-Geo AES)…
Le succès du Neo-Geo va permettre à SNK d'ouvrir des filiales, un peu partout dans le monde. En 1991, SNK Corporation of America déménage et rejoint SNK Home Entertainment Torrance et les deux filiales sont fusionnées l'année suivante sous l'appellation SNK of America. SNK Asia Limited ouvre ses portes à Hong Kong en 1992 (Chine, depuis 1997), pour mieux accéder au marché asiatique. Neo Geo do Brasil Limited est lancé en 1993 à São Paulo au Brésil, pour distribuer les produits SNK dans le pays,. En mai 1994, SNK lance SNK Europe Limited, domiciliée à Londres (Angleterre). En 1995, Neo-Creation Inc. est créé à Honolulu (Hawaï),. En mai 1996, SNK Singapore Limited est fondée à Suntec (Singapour). Une filiale est également créée à Dubaï (Émirats arabes unis), appelée SNK Corporation Middle East. En mars 1995, SNK lance le Neo-Geo Freak (ネオジオフリーク) (jusqu'en 2000), un magazine destiné au fans de SNK, entièrement consacré aux jeux de la marque. Il y avait des articles sur les jeux, des astuces, des artworks, des interviews des développeurs, des reportages et des rubriques diverses comme SNK Gals Club (rubrique et club dont le sujet était les personnages féminins des jeux SNK, ce club a produit divers vidéos, posters, stikers…). La mascotte utilisée par SNK pour les nouvelles ou les articles était Joe Higashi,. Il existait deux sites internet Neo-Geo Freak officiels,.

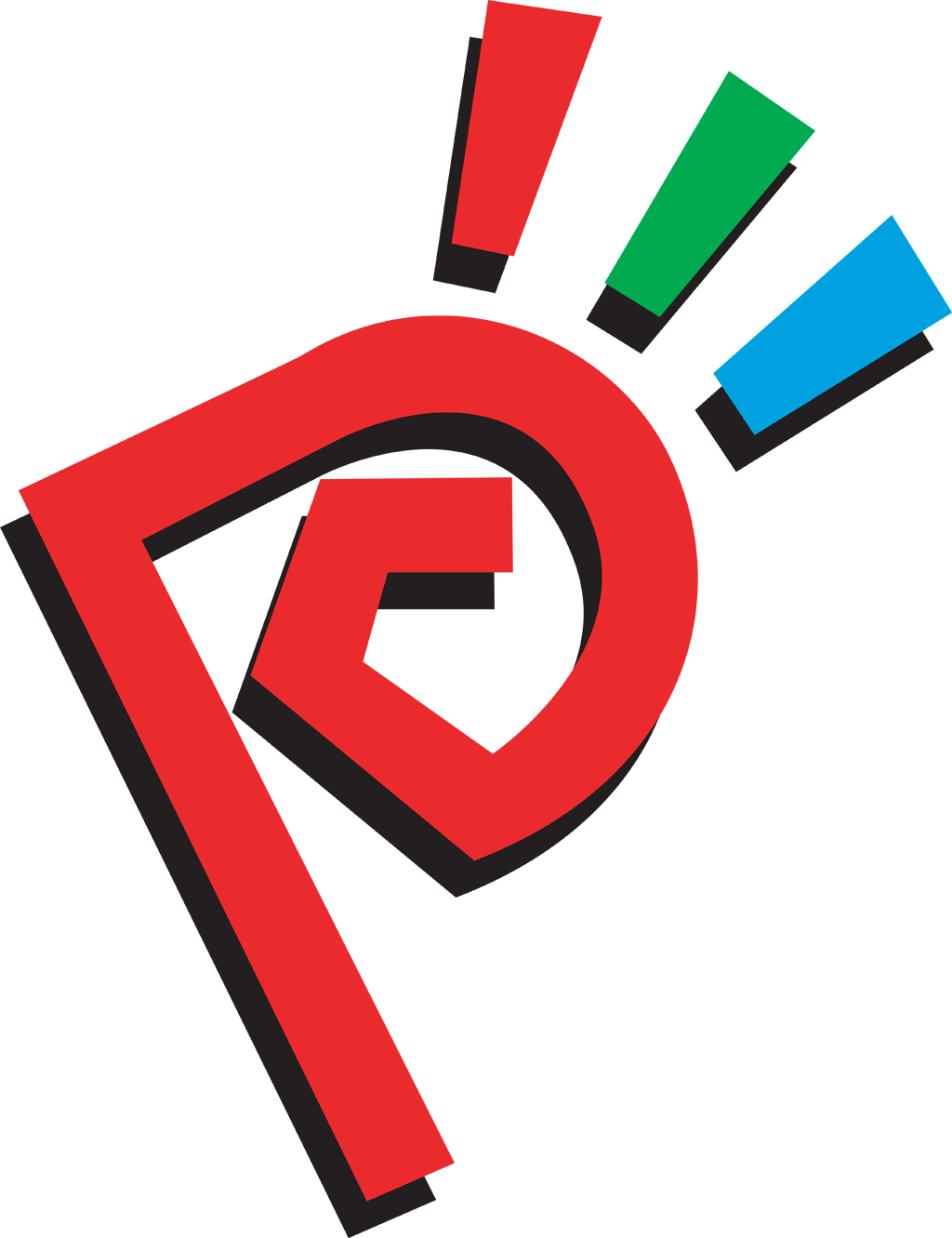
Logo de la Neo-Geo Pocket

### Apparition de la Neo-Geo CD
Cependant, durant l'année 1992 (fin 1991 au Japon), les Mega-CD et PC-Engine Duo apparaissent sur le marché et, malgré leur succès relatif, l'idée d'utiliser un support moins coûteux que les ROMs, le CD, règle un des inconvénients de la Neo-Geo qui est le prix élevé des cartouches. Le 9 septembre 1994, SNK commercialise la Neo-Geo CD puis arrête la production de son joystick style arcade pour produire une manette de jeu plus classique. L'utilisation du CD provoque un temps d'accès aux informations beaucoup plus long par rapport à une ROM. Pour minimiser ce problème, SNK commercialise le 29 décembre 1996, seulement au Japon, une nouvelle version de la console, la Neo-Geo CDZ, qui diminue de moitié les temps de chargement,,,. L'arrivée sur le marché de la console de salon de la PlayStation, beaucoup plus puissante et possédant des jeux beaucoup plus attractifs ralentit les ventes de la Neo-Geo CD, incapable de lutter contre les consoles déjà en place comme la Saturn de Sega, la Super Nes de Nintendo, ou la console de Sony. SNK ne distribue même pas la Neo-Geo CDZ aux États-Unis ni en Europe. Affaibli, SNK se concentre sur son marché encore porteur de l'arcade. Durant l'année 1996, SNK rachète la société Nazca (formée par des employés transfuges de l'entreprise Irem) qui avait développé notamment le premier épisode de la série Metal Slug sur Neo-Geo MVS.
En 1997, SNK se lance dans deux nouveaux projets, le Neo-Print, fabriqué sur une base de carte mère Neo-Geo MVS et qui permet de se prendre en photo avec des fonds au choix, une sorte de photomaton. Le deuxième projet est l'Hyper Neo-Geo 64, déjà en développement depuis quelque temps. Le système propose des graphismes 2D et 3D jamais utilisés chez SNK, mais ce fut un échec, car il ne put lutter contre la concurrence exacerbée de l'époque, le Model 2 de Sega et Namco avec son System 12. Les jeux sont bien moins passionnants, moins bien finis et moins fluides que la concurrence. Seulement sept jeux sortent sur trois années d'exploitation, soit un désastre commercial compte tenu de l'argent investi. La direction de SNK of America est confiée à John Barone à la fin de l'année 1997,.

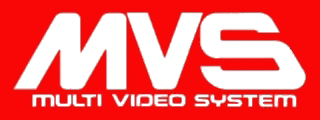
Logo du système MVS

### SNK sur le marché des consoles portables
SNK se lance en 1998 sur le marché de la console portable dominé par Nintendo. La Neo-Geo Pocket est commercialisée à la fin de l'année 1998, le 28 octobre 1998. La console propose un écran monochrome et des jeux issus des meilleures licences SNK, animés par un processeur 16 bit. Les premières ventes sont plutôt intéressantes, mais un évènement inattendu se présente, Nintendo sort sa Game Boy Color et dynamite les chiffres Neo-Geo Pocket, les ventes diminuent et n'atteignent pas les objectifs escomptés. SNK essuie encore un revers après l'accueil plus que mitigé des Neo-Geo CD, Neo-Geo CDZ et Hyper Neo-Geo 64. La folie du moment c'est la couleur, SNK est obligé d'emboîter le pas et décide de stopper aussitôt la production et commercialise en réponse à Nintendo la Neo-Geo Pocket Color dès le début de l'année suivante, le 16 mars 1999. La nouvelle console portable connaît aussi un bon début, mais dès la fin de l'année, les ventes s'affaiblissent et fragilisent fortement le groupe SNK, déjà secoué par les échecs multiples. Dès le 11 juin 2000, des rumeurs courent sur le retrait de SNK aux États-Unis et en Europe. Les ventes de Neo-Geo Pocket Color s'écroulent partout dans le monde et même au Japon où Bandai avec son WonderSwan finit par terrasser la petite console SNK, puis la production est stoppée le 13 juin 2000,,,.
| \| \| |
|       |

### Du déclin à la faillite
En l'an 2000, les jeux de combat compétitifs, devenus trop complexes, étaient dans un marasme sans fin en vue. Cependant, SNK lui-même s'appuyait trop sur les jeux de combat compétitifs, s'appuyait sur le savoir-faire à succès de ses heures de gloire, et avait spécialisé la plupart de ses ressources de développement dans ce domaine, ce qui l'empêchait de procéder à un changement soudain de politique et les conditions commerciales se sont détériorées. Notamment, les effets de la panne des consoles de jeux de salon et des mauvaises performances de Neo Geo World etaient devenus irréversibles.
En 18 janvier 2000, elle est devenue une filiale du fabricant de pachislots Aruze Corporation (actuellement Universal Entertainment Corporation) et bien qu'elle ait surmonté la crise grâce à une injection de capitaux, la détérioration de l'environnement des affaires s'est poursuivie sans relâche et malgré la restructuration de la direction menée par Aruze, en raison de l'incohérence entre SNK et Aruze, les employés sombrent dans la confusion et, du coup, l'entreprise s'enlise dans le marasme. À peu près au même moment, Neo Geo Freak de Geibunsha, un magazine spécialisé dans les sujets liés à SNK, a cessé de paraître après son numéro de décembre 2000 et a déménagé son siège social à Ariake, a Tokyo dans le quartier de Koto. L'entreprise a déménagé et a réduit le nombre d'employés d'environ 700.
SNK a fermé toutes les opérations Américaines, Canadiennes et Européennes le 13 juin 2000,. Les droits concernant l'exploitation du Neo-Geo MVS en Amérique du Nord sont vendus à Apple Industries et les systèmes photo Neo Print. Il a autorisé les localisations nord-américaines de certaines versions de console à des sociétés extérieures. SNK se retrouve sans rentrée monétaire venant d'Europe et d'Amérique du Nord. Les finances de SNK deviennent rapidement ingérables et les dettes s'accumulent. Les actionnaires d'Aruze qui avaient provoqué le rachat de la société SNK portent plainte contre Aruze et accusent la maison-mère de la responsabilité de cette situation difficile et déficitaire.
Le moral étant au plus bas et l'avenir incertain, de nombreux employés de l'entreprise ont quitté leur emploi. Certains ont rejoint les rivaux Capcom et Arc System Works, et d'autres ont fondé le développeur Dimps. Eikichi Kawasaki, avec cinq autres anciens dirigeants de SNK, a financé la création de BrezzaSoft, qui a continué à développer des jeux Neo Geo tels que The King of Fighters 2001.

### Faillite de SNK pour échec de la réhabilitation civile
Avec une dette totale d'environ 38 milliards de yens, SNK a renoncé à la reconstruction volontaire et, le 2 avril 2001, SNK a demandé l'application de la loi de réhabilitation civile au Tribunal de District d'Osaka,,. La demande a été acceptée et les procédures de revitalisation ont été une fois en cours et le siège social est retourné à Suita City, préfecture d'Osaka. Le tribunal de district a décidé d'abolir la procédure de réhabilitation civile le 1er octobre de la même année,, et a déclaré faillite le 30 octobre,,,,,,,.
Pendant le processus de dislocation de SNK, Aruze vend tous les droits des propriétés intellectuelles des jeux SNK comme The King of Fighters, Metal Slug et les autres franchises principalement à la société BrezzaSoft,,.

### Après déclaration de faillite
Après le début de la procédure de faillite, les droits liés à SNK ont été vendus aux enchères et Playmore, une ancienne société affiliée (plus tard SNK Playmore → SNK de deuxième génération), a remporté l'offre. Actuellement, la société continue d'announcer des suites à certaines œuvres de SNK.
Trois magasins Neo Geo Land près de la gare d'Esaka ont continué à fonctionner même après la faillite de SNK, mais tous ont été fermés en 2005 en raison d'un examen des opérations de SNK Playmore. La majeure partie du site a été démolie et transformée en parking, mais il ne reste que le site (bâtiment) du deuxième magasin Esaka, désormais occupé par des locataires.
SNK Playmore a son siège à Suita City, la même ville que l'ancienne société, et a changé en 2016 son nom en « SNK Corporation », le même que l'ancienne société,.

### Adieux
SNK, le développeur et inventeur de la NeoGeo, a fait faillite. Sur son site Web, l'équipe SNK dit au revoir et remercie tous ses fans. SNK fournissait des arcades avec des titres comme Ikari Warriors et Prehistoric Isle depuis 1978, bien avant la NeoGeo. Aujourd'hui, lundi (29 octobre 2001), qui restera probablement dans l'histoire de la NeoGeo comme le Black Monday, marque la fin de l'ère SNK après 23 ans. En guise de dernier gadget, SNK propose un fond d'écran à télécharger sur son site Web, comme une sorte de cadeau d'adieu pour les fans. Comme le site Web est un peu surchargé en ce moment, vous pouvez également le télécharger à partir de nous et du message de SNK à tous ses fans,,,:

« ２００１年秋、ＳＮＫはその歴史の幕を閉じます。私たちが、ゲームづくりに情熱を燃やし続けてこれたのは、ひとえに皆さんの熱い支持と叱咤激励のおかげです。長い間のご愛顧とご支援、本当にありがとうございました！
Dear ALL NEOGEO fans/customers, It is with deepest grief that In the Autumm of 2001, SNK will close the company history in its business. It was all of your favor and encouragement which made our passion running to make better games for SNK fans. We'd like to take this opportunity to thank and everyone of you for your continuous help and assistance rendered to SNK since its inocorporation in Japan July in 1978. Without your support, SNK Corporaton would not have been possible throughout 23 yers of operation. With all out heart-felt gratitude, thank you once again！ »

SNK a officiellement cessé ses activités à travers le message en français:

« Chers fans et clients,
C'est avec un profond regret que SNK cessera ses activités cet automne 2001. Votre soutien et vos encouragements alimentent notre passion pour développer les meilleurs jeux pour les fans de SNK. Nous aimerions profiter de cette occasion pour vous remercier tous pour votre aide continue et votre soutien dévoué à SNK depuis sa fondation au Japon en juillet 1978.
Sans votre soutien, les 23 années d'activité de SNK Corporation n'auraient pas été possibles. Avec beaucoup de gratitude, merci encore une fois! »

## Identité visuelle

Logo original, Shin Nihon Kikaku (1973-1978).
Logo SNK, Shin Nihon Kikaku Corp. (1982-1988)
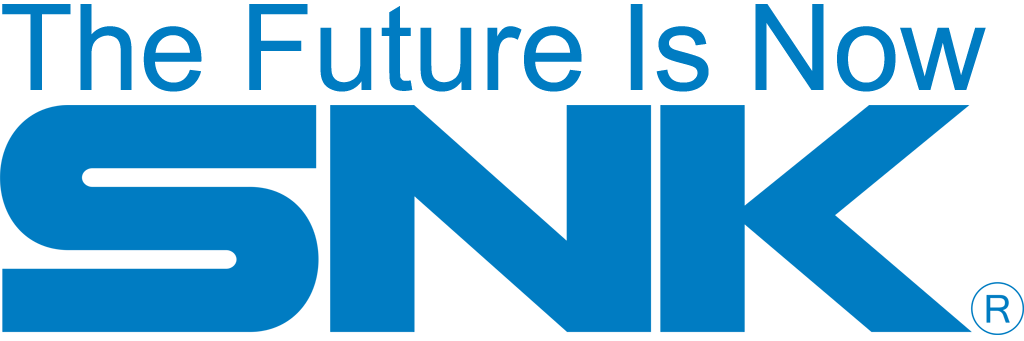
Logo "The Future Is Now" SNK (1988-2001)

## Systèmes de jeux vidéo
SNK est surtout connue dans les années 1990 pour le Neo-Geo MVS, qui est un système pour borne d'arcade décliné en console de salon haut de gamme, la Neo-Geo AES. Malgré plusieurs tentatives infructueuses, SNK n'a pas réussi à s'imposer sur le marché des consoles de salon, ni sur celui des portables.

### Systèmes d'arcade
Systèmes d'arcade
- Rock-ola
- Marvin's Maze
- Main Event
- HAL 21
- Triple Z80 Based
- Ikari Warriors
- Psycho Soldier
- Alpha 68K Based
- 68K Based
- Beast Busters
- Neo-Geo MVS
- Hyper Neo-Geo 64

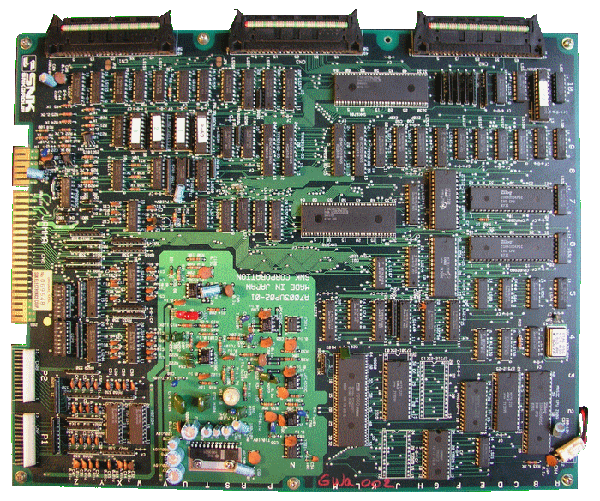
Psycho Soldier, PCB n°1 (Guerrilla War)
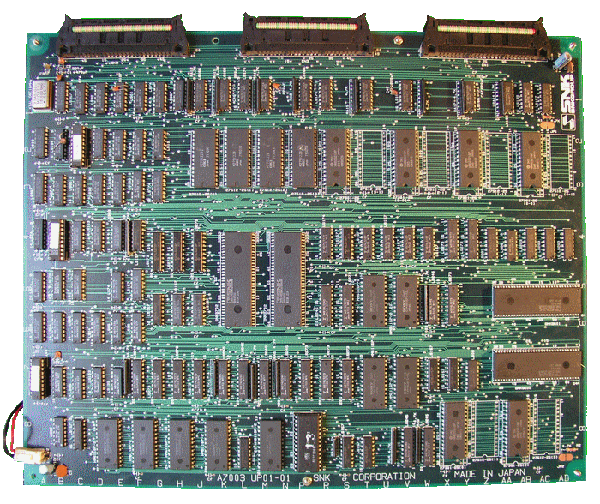
Psycho Soldier, PCB n°2 (Guerrilla War)
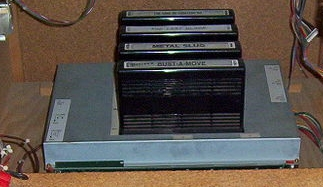
Slot Neo-Geo MVS MV-4F (avec quatre cartouches enfichées)
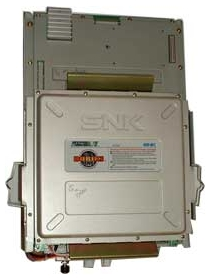
Carte mère Hyper Neo-Geo 64

### Consoles
Console de jeux vidéo
- Neo-Geo AES
- Neo-Geo CD
- Neo-Geo CDZ

Console portable
- Neo-Geo Pocket
- Neo-Geo Pocket Color

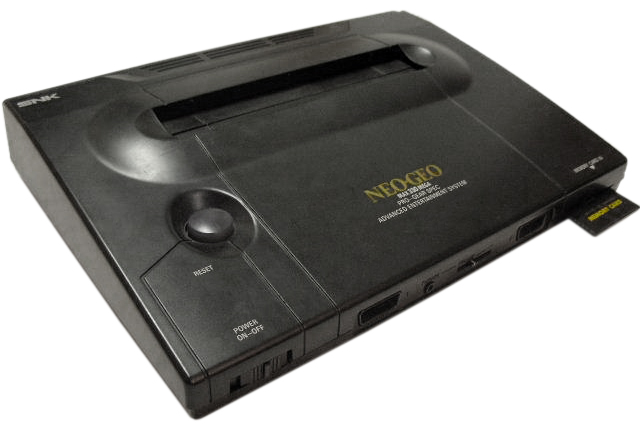
La Neo-Geo AES
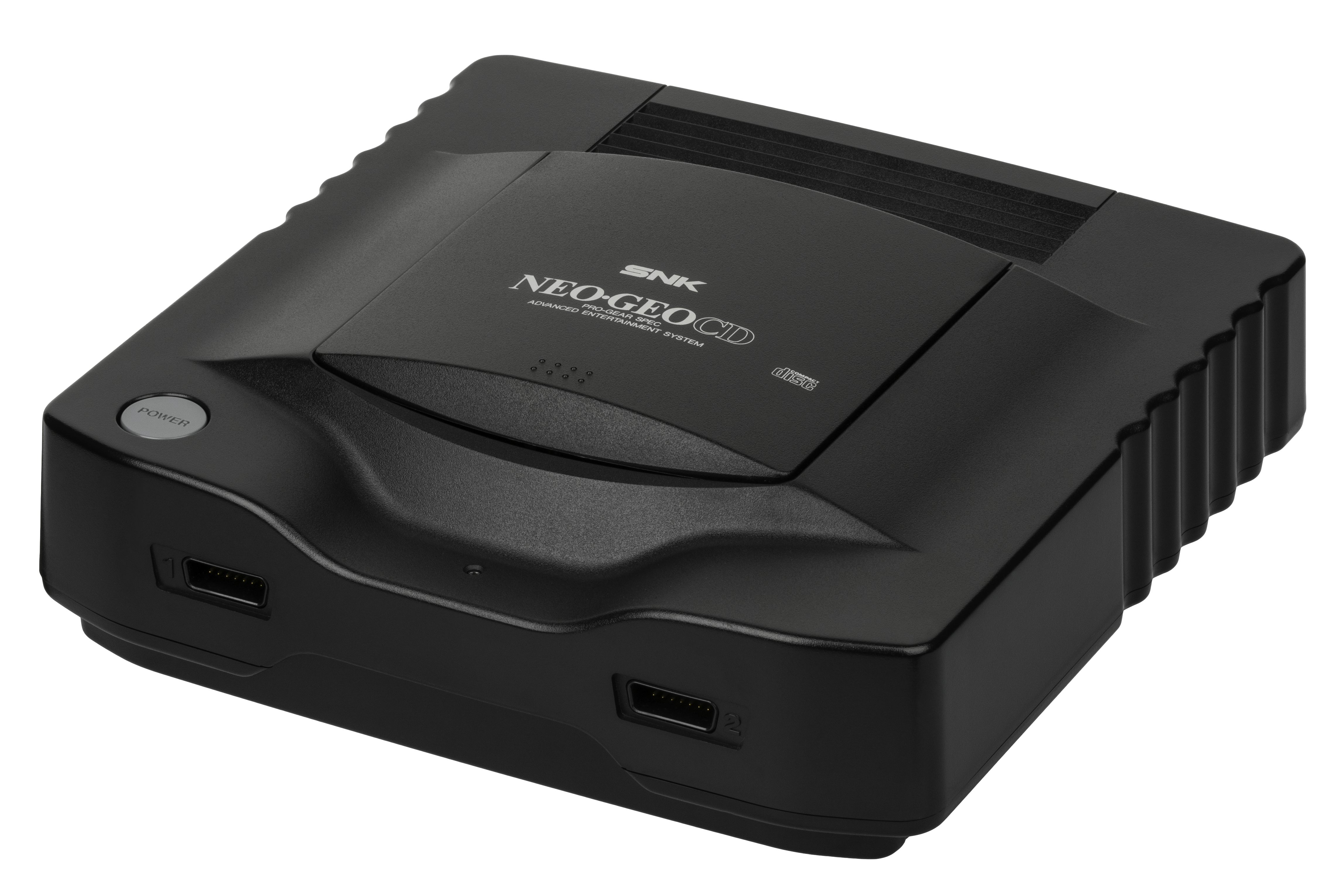
La Neo-Geo CD
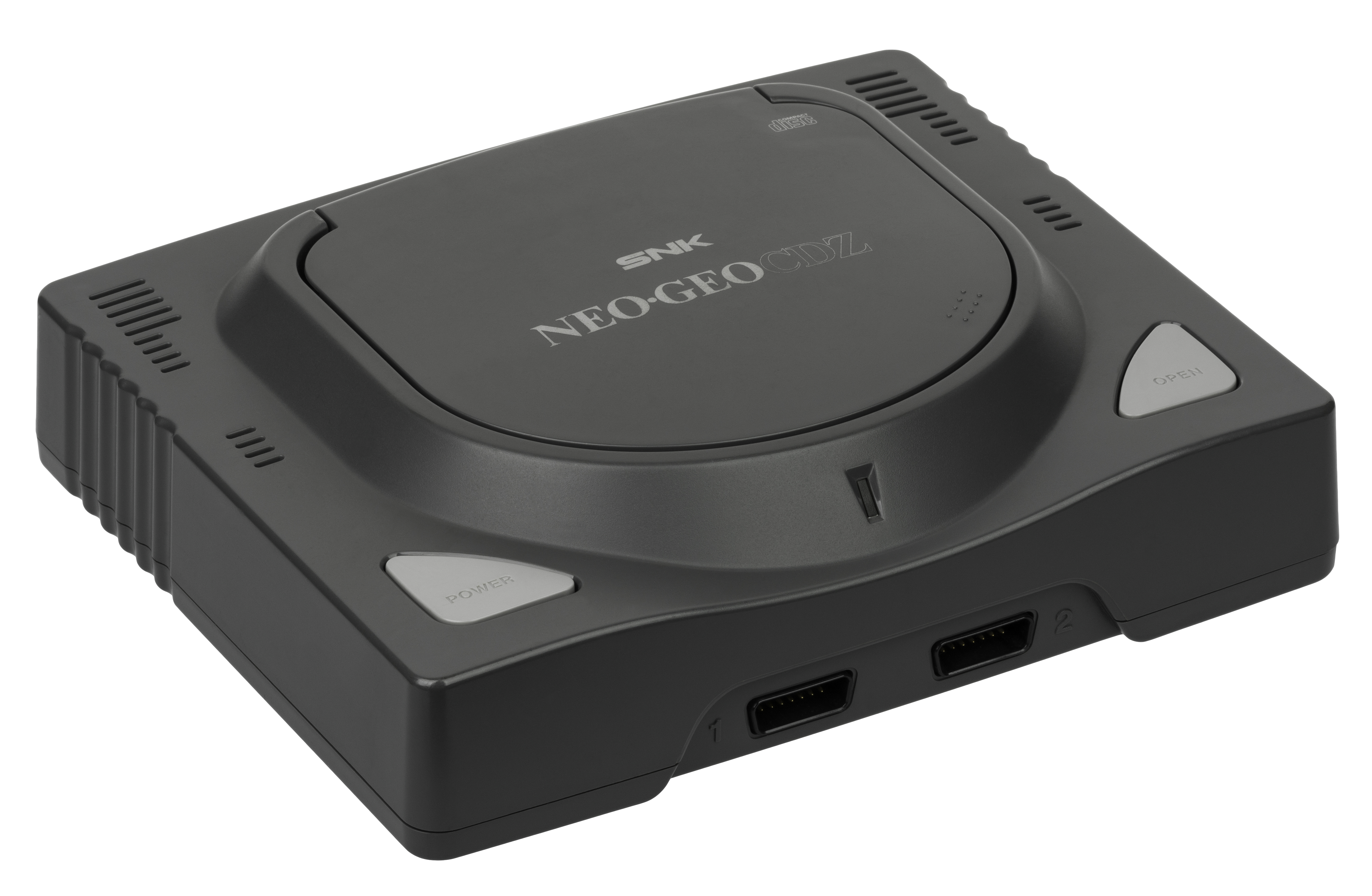
La Neo-Geo CDZ
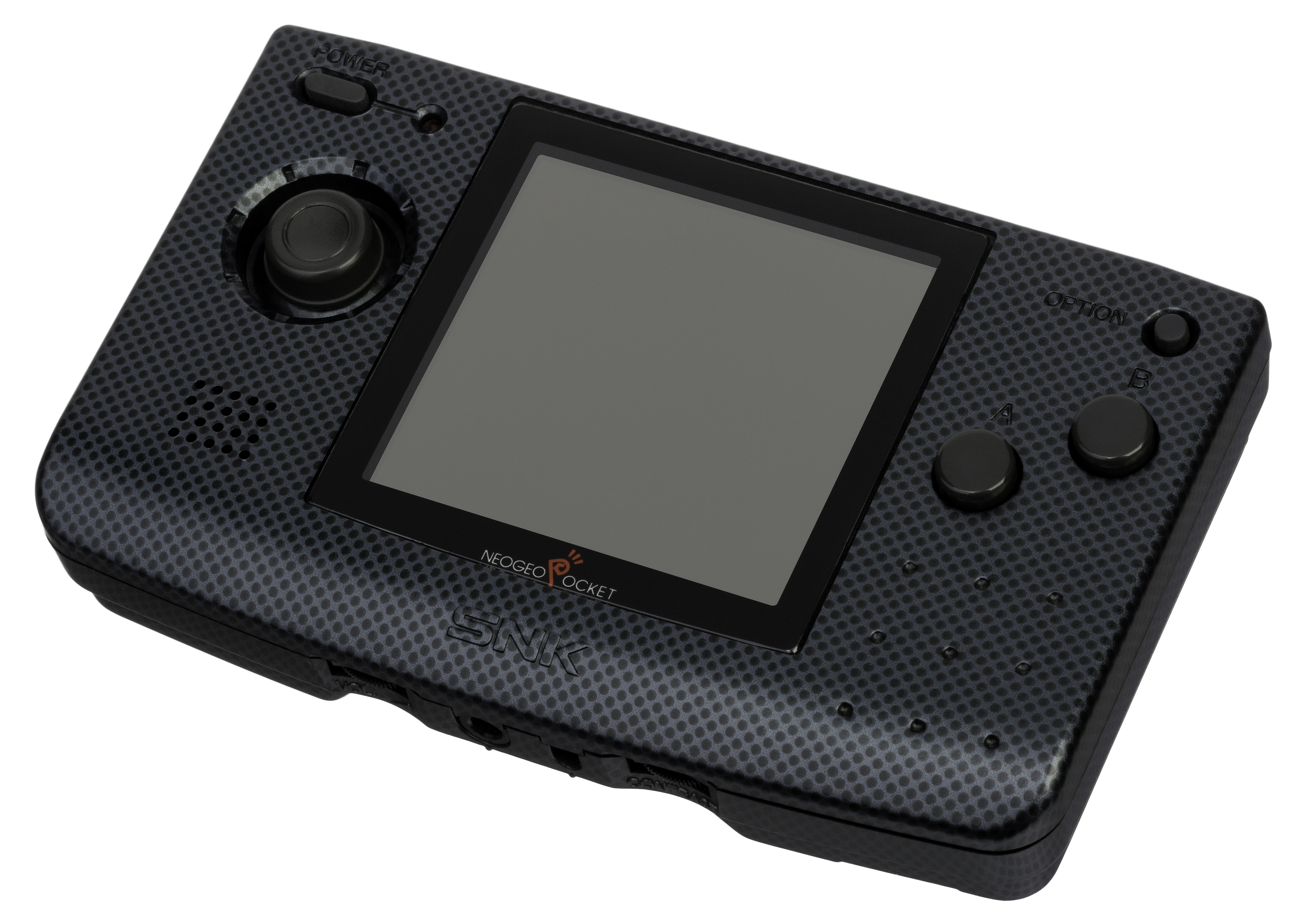
La Neo-Geo Pocket
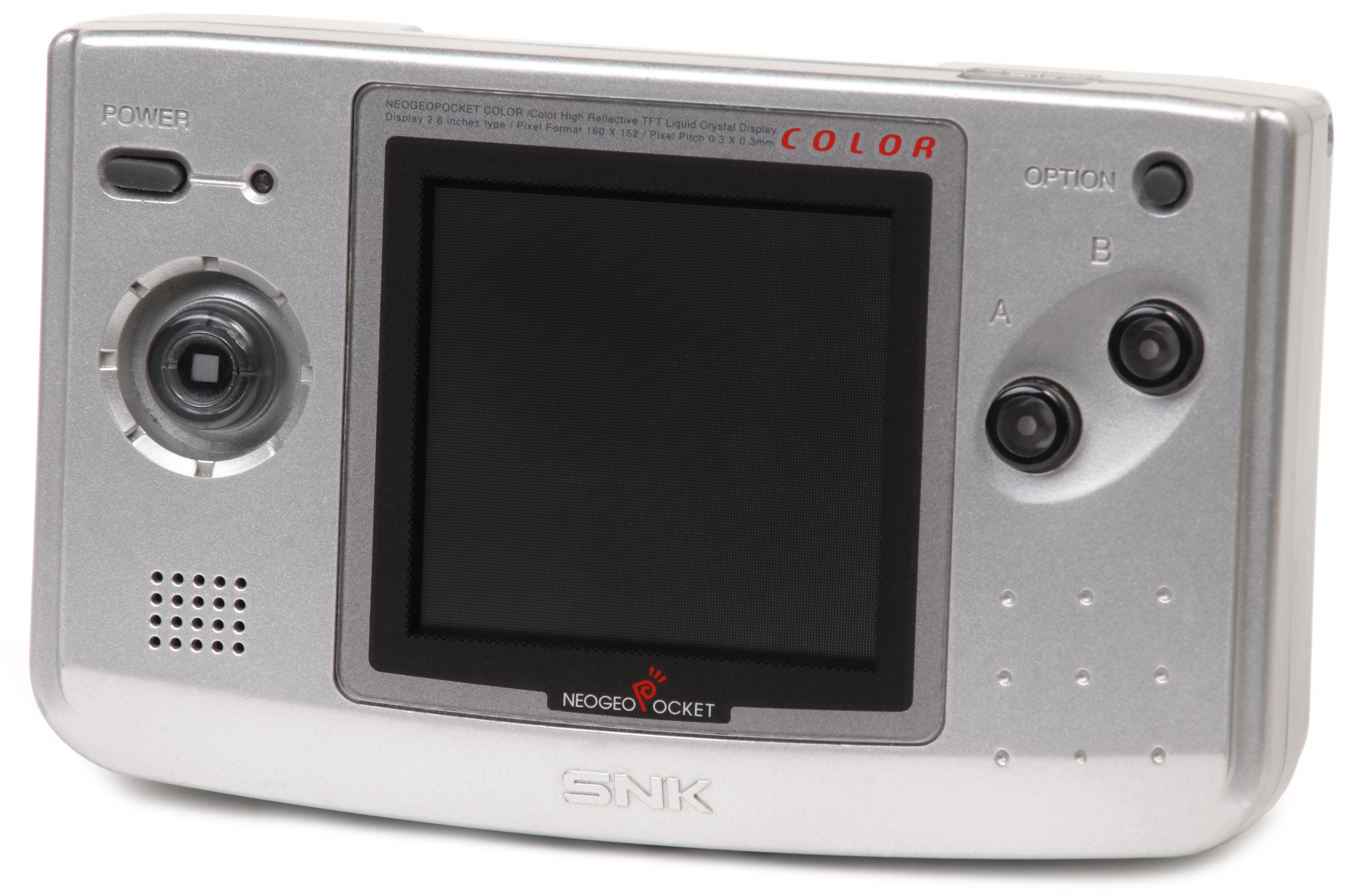
La Neo-Geo Pocket Color

## Liste de jeux
SNK a essentiellement développé des jeux sur ses propres systèmes de jeux, développés en interne. SNK a quand même porté plusieurs jeux sur console, notamment sur des systèmes Nintendo.
SNK compte beaucoup de jeux et de franchises célèbres :

Art of Fighting
Fatal Fury
Ikari Warriors
Metal Slug
Samurai Shodown
Sengoku
Super Sidekicks
The King of Fighters

- Art of Fighting
- Fatal Fury
- Ikari Warriors
- Metal Slug
- Samurai Shodown
- Sengoku
- Super Sidekicks
- The King of Fighters

## Centre de divertissement
Parallèlement à son activité de développeur et éditeur de jeu vidéo et de système de jeu et en plus des divers magasins au Japon qui étaient de simples établissements où elle vendait ses produits, SNK a ouvert plusieurs centres de divertissement au Japon.
Neo-Geo Land
Plusieurs Neo-Geo Land (également appelé Neo-Geo Land Sports Amusement) ont vu le jour au Japon (Esaka, Nagoya, Takinoyashiro, Hakodate, Saidaiji), dont le premier ouvre en novembre 1992 (à Suita) et le dernier en août 1994 (à Esaka, près du siège de SNK). Ils ont officiellement fermé leurs portes le 24 janvier 2004,. Les centres proposaient diverses activités sur trois étages :
- Au premier : jeu vidéo, jeu d'arcade ;
- Au second : billard, quelques bornes et des pistes de bowling ;
- Au dernier étage : karaoké.

Les centres comportaient également un café pour consommer. SNK y testait régulièrement ses nouveautés Neo-Geo et organisait diverses soirées promotionnelles ou tournois.
Neo-Geo World
SNK monte de nouveaux parcs dans le but de toucher une clientèle plus générale que celle des Neo-Geo Land, dont le premier à Tsuchiura (Ibaraki) en décembre 1995, puis à Tōkyō le 19 mars 1999. Les Neo-Geo World s'étendaient sur trois ou quatre niveaux aussi bien en intérieur qu'en extérieur, laissant la place à des animations fabriquées par des entreprises externes et se centralisant moins sur les productions SNK, On y retrouve tout ce qui a fait le succès des Neo-Geo Land, ainsi que beaucoup d'attractions de type manège, auto-tamponneuse, montagnes russes ou des magasins.
- Tsuchiura[90] ;
- Tokyo Bay Side (fermé le 31 mars 2001)[91],[92] ;
- Tsukuba (Japon)[93] ;
- Guarulhos, São Paulo (Brésil)[94].

Neo Geo Bowl
Les centres de divertissement Neo Geo Bowl ont été créés pour offrir au public un lieu principalement consacré au bowling. On y retrouve également suivant les lieux des jeux vidéo, du karaoké, du billard et des cafés. Le premier, appelé Neo Geo Bowl Kanazawa Hakkei, ouvre ses portes à Yokohama en décembre 1996. D'autres centres ouvrent à Chiba, Fukui, Kumamoto et Natori,.

Logo Neo-Geo Land
Logo Neo-Geo World
Logo Neo-Geo Bowl

## Produit dérivé

### Neo-Geo Deck
Le Neo-Geo Deck ou Neo-Geo Hotel Unit, ou encore Room Amusement System (RAS), est un système de jeu vidéo payant pour chambres d'hôtel. En bois pour les premiers modèles, puis en métal, l'appareil se branche sur une télévision et incorpore deux joysticks de jeu et un monnayeur. Comme dans une borne d'arcade, le joueur paye sa partie. Le Neo-Geo Hotel Unit utilise une carte mère Neo-Geo MVS spéciale non jamma, ainsi que des cartouches MVS qui ne peuvent pas être changées par les joueurs, mais uniquement par les employés de l'hôtel. La carte mère utilise une carte fille pour remplacer le branchement JAMMA. Le bios, bien qu'il soit spécifique au Hotel Unit, propose les mêmes options qu'une Neo-Geo MVS. Le système ne pouvant accueillir qu'une seule cartouche MVS à la fois, il n'est mention nulle part sur l'appareil du sigle « MVS » (Multi Video System).

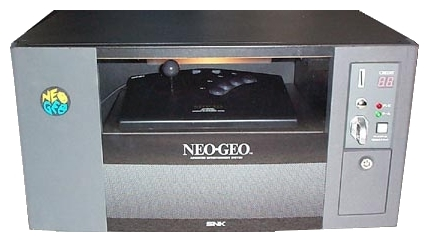
Neo-Geo Deck